# Blancanus (månekrater)
Blancanus er et nedslagskrater på Månen. Det befinder sig Det befinder sig i det forrevne sydlige højland på Månens forside og er opkaldt efter den italienske jesuit, matematiker og selenograf Giuseppe Biancani (1566 – 1624).
Navnet blev officielt tildelt af den Internationale Astronomiske Union (IAU) i 1935. 
Observation af krateret rapporteredes første gang i 1645 af Michael Florent van Langren.

## Omgivelser
Blancanuskrateret ligger sydvest for den bjergomgivne slette Clavius. Mod nordvest ligger Scheinerkrateret, som er af næsten samme størrelse, og syd-sydvest for ligger det nedslidte Klaprothkrater.

## Karakteristika
Den ydre rand af krateret er betydeligt mindre nedslidt end Scheinerkraterets mod nordvest, og kanten er stadig ret tydelig og har terrasser på indersiden. Kraterbunden er forholdsvis flad, men med adskillige lave bakker i dens midte. Der er en samling småkratere i den sydlige del af kraterbunden.

## Satellitkratere
De kratere, som kaldes satellitter, er små kratere beliggende i eller nær hovedkrateret. Deres dannelse er sædvanligvis sket uafhængigt af dette, men de får samme navn som hovedkrateret med tilføjelse af et stort bogstav. På kort over Månen er det en konvention at identificere dem ved at placere dette bogstav på den side af satellitkraterets midte, som ligger nærmest hovedkrateret. Blancanuskrateret har følgende satellitkratere:
| Blancanus | Længde  | Bredde  | Diameter |
| --------- | ------- | ------- | -------- |
| A         | 64,4° S | 21,6° V | 6 km     |
| C         | 66,5° S | 28,0° V | 46 km    |
| D         | 63,3° S | 16,5° V | 24 km    |
| E         | 66,6° S | 21,5° V | 37 km    |
| F         | 65,1° S | 27,4° V | 9 km     |
| G         | 63,3° S | 25,3° V | 9 km     |
| H         | 65,5° S | 23,5° V | 7 km     |
| K         | 60,6° S | 23,3° V | 11 km    |
| N         | 63,4° S | 25,8° V | 11 km    |
| V         | 64,0° S | 20,9° V | 7 km     |
| W         | 60,9° S | 20,2° V | 9 km     |

## Måneatlas
- Billeder af Blancanuskrateret i LPI-måneatlasset